# Granulopoes
Granulopoes är bildandet av granulocyter. Detta sker i flera steg där man utgår från en stamcell i benmärgen. Denna blir till en myeloblast som har stor kärna och liten del cytoplasma och som har nukleoler. Ingen granula är synlig. Efter kommer promyelocyt, som är något mindre och där kärnan tar upp drygt hälften av volymen. Primärgranula finns. Myelocyt är ännu mindre och kärnans andel är också mindre, cirka hälften av volymen. Här bildas sekundärgranula.
Därefter kommer metamyelocyten. Nu har nästan all primärgranula försvunnit medan det finns omfattande sekundärgranula. Sedan bildas stavformiga och därefter segmenterade granulocyter. Dessa har en något rosa cytoplasma (vid HTX-färgning) till skillnad från de två-tre första stadierna som har en ljusblåfärgad.
1. myeloblast
2. promyelocyt
3. myelocyt
4. metamyelocyt
5. granulocyt